# Jacopo del Casentino
Jacopo del Casentino, detto anche Jacopo da Pratovecchio (Pratovecchio, 1297 circa – 1349 circa), è stato un pittore e miniatore italiano, attivo in Toscana, principalmente a Firenze, tra il 1339 e la metà del secolo.

## Biografia

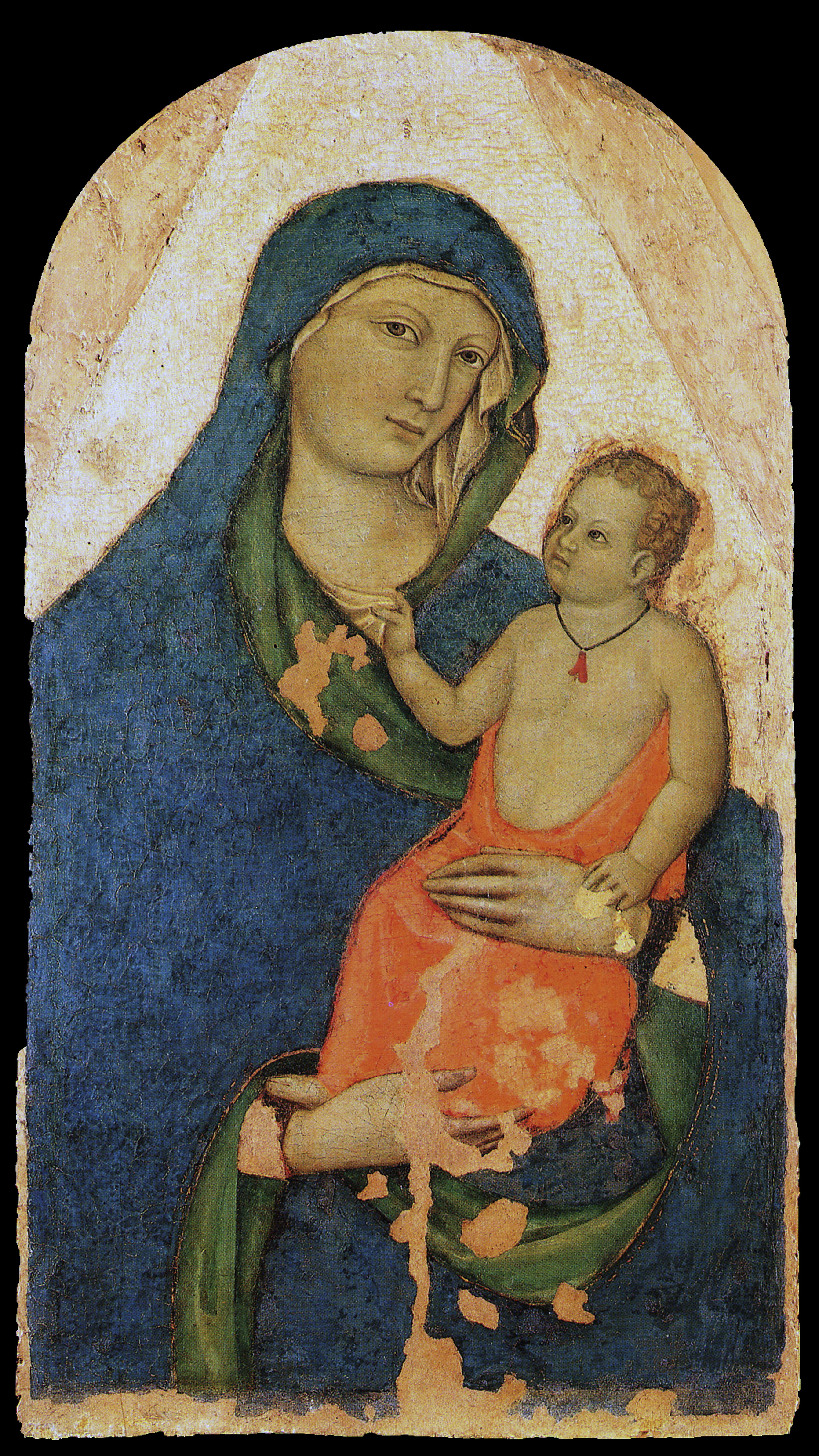
Madonna col Bambino, Museo di San Casciano

Il Vasari dedicò a Jacopo un capitolo delle sue Vite. In base a queste notizie si dedurrebbe una tale biografia: Jacopo, figlio di Cristofaro Landino originario di Pratovecchio, sarebbe stato affidato dal padre al pittore Taddeo Gaddi che lo portò a Firenze. Qui Jacopo realizzò i suoi primi dipinti (alcuni tabernacoli ad affresco) per poi ricevere l'importante commessa di affrescare le volte della chiesa di Orsanmichele con le figure di Profeti e Patriarchi (opere perdute). Sarebbe quindi tornato nel Casentino dove avrebbe lasciato dei dipinti a Poppi; avrebbe poi lavorato ad Arezzo, in particolare nel Duomo vecchio, nella chiesa di San Bartolomeo (un Cristo Morto con la Vergine e san Giovanni Evangelista nella cappella di Santa Maria della Neve), in San Domenico (affreschi della cappella di San Cristofano), in Sant'Agostino (pala d'altare e affreschi con Storie di san Lorenzo nella cappella Nardi), nella Pieve (Storie di san Matteo); infine sovrintese anche alla ricostruzione degli impianti idrici della Fonte Guinizzelli (1354). Alla sua bottega si sarebbero formati Agnolo Gaddi e Spinello Aretino. Sarebbe poi stato ancora a Firenze per realizzare altre opere e sarebbe morto, avanti negli anni, a Pratovecchio.
Il limite della attendibilità delle notizie del Vasari sta innanzitutto nelle incertezze del biografo: nella prima edizione delle Vite lo fa morire 65 anni nel 1358, nella seconda a 80 anni senza specificare l'anno; nella seconda edizione omette l'epitaffio nel quale Jacopo è dichiarato allievo di un tal Gaddus, che non può essere Taddeo Gaddi. Questo ha fatto pensare ad una celebrazione in chiave "aretina" di un artista, ricordato dai documenti per aver fondato la Compagnia di San Luca, ma con pochi dati biografici certi. A questo si aggiunga che il pittore Jacobus de Casentino che firma il trittico Cagnola agli Uffizi (unica opera da lui firmata) è un artista prettamente fiorentino, un giottesco della prima generazione e non corrisponde affatto alla biografia vasariana, dalla quale si evince invece che tale pittore avrebbe operato, essenzialmente ad Arezzo, ben oltre la metà del secolo; e a nulla è valso il tentativo di distinguere dal vasariano "Jacopo di Casentino" un più giovane "Jacopo di Landino", fiorentino, mancando i riferimenti documentari che confermino la biografia vasariana. Ben si colloca invece ad un'età matura il suo status di consigliere e di cofondatore nel 1339 della Compagnia di San Luca, la corporazione alla quale da allora si associarono i pittori.
Pertanto gli storici dell'arte hanno dovuto ricostruire una plausibile attività artististica di Jacopo esclusivamente sulla comparazione delle opere attribuitegli: ne è emerso un artista attivo soprattutto a Firenze entro la prima metà del secolo, che conosceva bene Taddeo Gaddi e che era prolifico nella produzione di opere d'atelier (polittici e soprattutto altaroli portatili per la devozione privata), meno versato forse sui dipinti murali (Vasari ne fa essenzialmente un affrescatore).
L'Offner ha inserito Jacopo nella corrente dei pittori giotteschi della corrente "miniaturizzante", nella quale ha fatto confluire gli artisti che, pur uscendo dalla formazione diretta o mediata del maestro, erano inclini a certe linearità tipiche della scuola senese. Nello specifico, a Jacopo del Casentino è stata attribuita anche un'attività di miniatore.
Molto probabilmente fu il padre di Francesco Landini, musicista.

## Opere

### Opere firmate

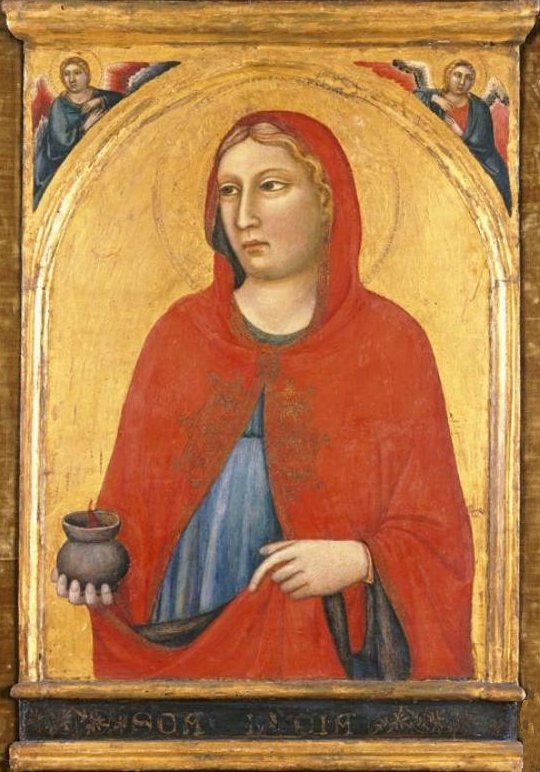
Santa Lucia, pannello di polittico a El Paso

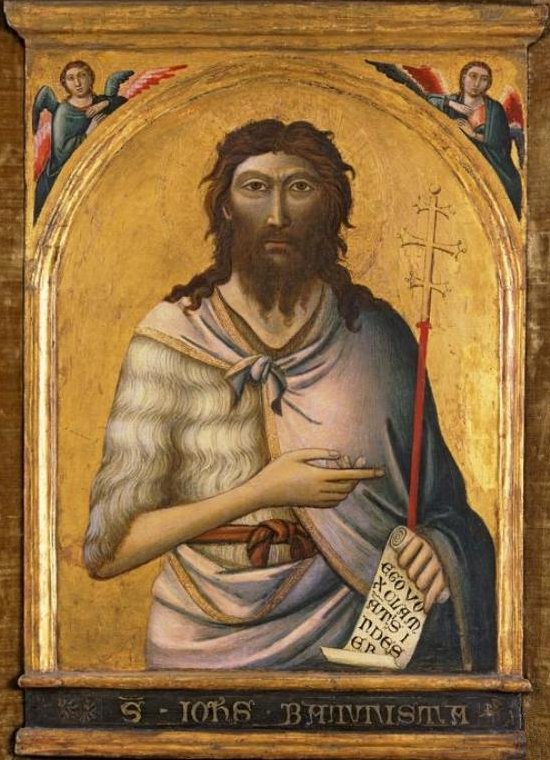
San Giovanni Battista, pannello di polittico a El Paso

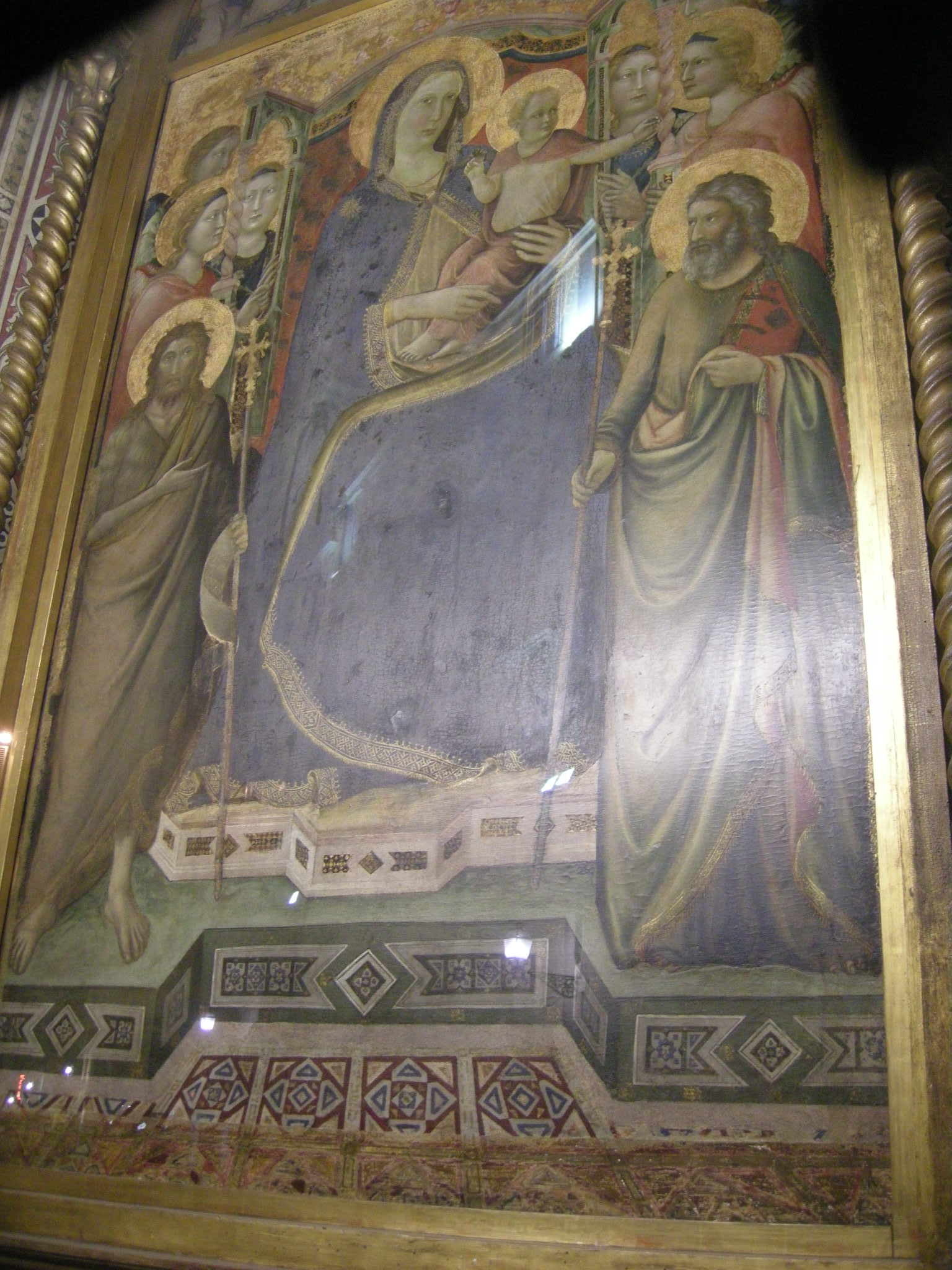
Tabernacolo di Santa Maria della Tromba

- altarolo portatile, detto Trittico Cagnola (Madonna in trono, quattro angeli e i santi Bernardo e Giovanni Battista; stimmate di san Francesco e due sante; Crocifissione), Firenze, Galleria degli Uffizi, n.9528 (1890)

### Opere attribuite
- San Miniato e storie della sua vita, Firenze, Basilica di San Miniato al Monte;
- disegni per la vetrata della cappella Velluti nella Basilica di Santa Croce a Firenze, ora nella cappella Bardi;
- Madonna con Bambino in trono e santi, Ann Arbor (MI), Museum of Art of the University of Michigan;
- altarolo portatile: Madonna con Bambino in trono, santi e donatori, Annunciazione, Disputa di Gesù con i dottori del Tempio, Crocifissione, Tucson, The University of Arizona Museum of Art;
- San Giovanni Battista manda due suoi discepoli da Cristo, Dresda, Gemäldegalerie Alte Meister, (già attribuito a Giotto da van Marle e da Ferdinando Bologna);
- frammento con la Incoronazione di Maria Vergine, Napoli, Museo di Capodimonte;
- altarolo portatile, Madonna con Bambino in trono, santi e angeli, Annunciazione, Annuncio ai pastori, Natività di Gesù, Crocifissione, Denver, Denver Art Museum;
- Annunciazione, Milano, Museo Poldi Pezzoli;
- Madonna con Bambino in trono, santi e angeli, già Roma, coll. C. Sestieri;
- due frammenti di una predella di pala d'altare: Natività di Gesù, Barcellona, Museu nacional d'art de Catalunya (Collezione Thyssen-Bornemisza) e Presentazione al tempio, già Firenze, Collezione Ricasoli;
- Madonna con Bambino, Ginevra, Musée d'Art et d'Histoire (già nella chiesa di Santa Maria alla Badiuzza a Rignano sull'Arno);
- altarolo portatile: Madonna con Bambino in trono, santi e angeli, Annuncio ai pastori, Natività di Gesù, Incontro dei tre vivi e dei tre morti, Crocifissione di Cristo, Berlino, Gemäldegalerie;
- San Bartolomeo e angeli, Firenze, Galleria dell'Accademia, n. 440 (proveniente dalla chiesa di Orsanmichele);
- polittico smembrato: Madonna con Bambino, ora a Bruxelles, Musées Royaux de Beaux-Arts de Belgique; i pannelli con Santa Caterina d'Alessandria, San Giovanni Battista, San Giovanni Evangelista e San Filippo, sono a Houston, University of St. Thomas;
- due pannelli di polittico con Santa Lucia e San Giovanni Battista, El Paso, Museum of Art;
- polittico smembrato proveniente dalla chiesa di San Prospero a Cambiano: Madonna con Bambino, ora nella Pinacoteca vaticana (n. 104); i pannelli laterali: San Prospero (New York, Staten Island Institute of Arts and Sciences), San Giacomo Maggiore, Santa Caterina d'Alessandria, San Giovanni Evangelista, ora nel Museo di Santa Verdiana a Castelfiorentino (ricostruzione di L. Berti);
- pannelli di polittico smembrato (già nella Basilica della Santissima Annunziata di Firenze): Sant'Egidio, San Giovanni Battista, San Giovanni Evangelista, Firenze, Galleria dell'Accademia, n. 8572;
- Madonna con Bambino, Impruneta, chiesa di S. Stefano a Pozzolatico;
- Madonna col Bambino, proveniente dalla chiesa di San Pietro a Montepaldi, San Casciano in Val di Pesa, Museo di San Casciano;
- Presentazione di Gesù al Tempio, Kansas City, Museo Nelson-Atkins, inv. 61-59 (già a New York, Collezione Samuel H. Kress K446);
- Madonna col Bambino, santi e angeli, affresco nel tabernacolo di Santa Maria della Tromba, Firenze, Palazzo dell'Arte della Lana;
- tavola frammentaria con la Madonna col Bambino in trono e due angeli, Marradi, chiesa di Santa Maria Nascente.
- S. Francesco riceve le Stimmate, S. Andrea e S. Giacomo, la Crocifissione, Pinacoteca Malaspina, Pavia